# Isabel Sánchez Coello
Isabel Sánchez-Coello Reynalte (Madrid, 1564-Madrid, 6 de febrero de 1612) fue una pintora española, especializada en retratos y miniaturas.

## Biografía
Nacida en el barrio de la parroquia de San Pedro el Real de Madrid en 1564, era hija del pintor Alonso Sánchez Coello y de Luisa Reynalte. Educada en decoro y comportamiento por su madre, vivió su infancia en la corte, con los infantes de Castilla, con una vida despreocupada y privilegiada gracias al cargo de su padre como pintor de cámara.
Más tarde aprendió dibujo y preceptos artísticos de su padre. Según el testimonio del bachiller Juan Pérez de Moya, su habilidad fue una de las más destacadas de la corte de Felipe III, sobresaliendo en los retratos por la corrección, colorido y belleza de estilo, y las miniaturas. También cultivó la poesía y la música. Tocó varios instrumentos, entre ellos el arpa, la viola de gamba y  la cítara.
No ha quedado ninguna obra de su autoría. Según Julia De la Torre es probable que trabajara en el taller de su padre realizando copias, aunque es posible que se encargara de algunos encargos de miniaturas del taller, dado el poco interés que tenía su padre en este tipo de obras y el marcado carácter femenino que tenían las miniaturas en ese momento. Se le han atribuido varias obras, pero la única probable podría ser Felipe II y sus hijos (1585), conservado en la Hispanic Society of America de Nueva York, donde aparecen el príncipe Felipe III y las infantas Isabel Clara Eugenia de Austria y Catalina Micaela de Austria visitando a su padre, una escena que sólo podría haber pintado alguien cercano a la familia real.
En el ámbito privado, se casó con Francisco de Herrero y Saavedra, caballero de Santiago y concejal de Madrid. Quedó viuda en 1602 y bajo la protección de su hijo, Antonio, que también logró el hábito de la orden de Santiago.
Murió en Madrid el 6 de febrero de 1612, a los 48 años, y fue enterrada en la capilla familiar de la parroquia de San Juan. Su fama ha quedado unida a la de su padre y, habitualmente, en la historiografía su biografía ha sido tratada junto a la de Alonso Sánchez Coello.